# Chorthippus ariasi
Chorthippus ariasi är en insektsart som först beskrevs av Bolívar, I. 1908.  Chorthippus ariasi ingår i släktet Chorthippus och familjen gräshoppor. Inga underarter finns listade i Catalogue of Life.